# Kitty Grime
Kitty Grime (eigentlich Mary Christine Godfrey Grime, * 21. Januar 1930 in Derby (Derbyshire); † 10. August 2007) war eine britische Journalistin, Musikkritikerin und Jazzsängerin.

## Leben
Grime war die älteste von drei Töchtern eines Schulrektors und einer Musiklehrerin. Sie studierte englische Sprache an der London University; daneben trat sie in Amateur-Theatergruppen auf, bevor sie in den 1950er Jahren in der Jazzszene des Londoner Stadtteils Soho bekannt wurde. Sie schrieb Konzertprogramme und Klappentexte für das Jazzlabel Esquire Records von Carlo Krahmer und begann über Jazz zu schreiben. Sie verkehrte in den Kreisen um Ronnie Scott und Johnny Dankworth, außerdem im Studio 51 in der Great Newport Street. Daneben sang sie, spielte Piano und schrieb Songtexte. 1959 beendete sie ihr Engagement für Esquire, um für Decca Records zu schreiben. Zwei Jahre später wechselte sie zu Jazz News und veröffentlichte ihre Beiträge in der Kolumne What I Feel About Jazz, in der sie über Musiker wie Charles Mingus und Kathy Stobart schrieb, später auch über die Pioniere des Free Jazz wie John Coltrane, Ornette Coleman und Joe Harriott.
Ab 1962 schrieb Grime beim Observer in der Style-Kolumne, ab Ende der 1960er Jahre für die Zeitschrift Woman's Own über Dekor und Einrichtung. Außerdem verfasste sie Reise- und Wohnbücher, 1979 ein Buch über Jazz at Ronnie Scott's. 1983 erschien ihr Buch Jazz Voices, mit Porträts über Musiker wie Jon Hendricks, Annie Ross und Ray Ellington. In den 1980er Jahren trat sie erneut als Sängerin auf, begleitet von den Jazzmusikern Dave Cliff, Jeff Clyne, Phil Lee und Brian Lemon, u. a. in der Royal Festival Hall.

## Schriften
- New York City. New York, Mayflower Books, 1979. ISBN 0-8317-6362-0.
- Jazz at Ronnie Scott's. Robert Hale: London, 1979.
- Illustrated Guide to Furniture Repair and Restoration. Arco Pub., 1980.
  - Deutsche Übersetzung: Möbel reparieren und restaurieren. Mit einem Vorwort der Verfasserin. Aus dem Englischen von Sylvia Gohl.  Köln-Braunsfeld: Rudolf Müller Verlag, 1981. ISBN 3-481-25731-7.
- Kitty Grime, Peter Murphy: The Teenagers' Handbook: A Guide to Good Times (Teens). Methuen Publishing Ltd, 1992.